# Изабелла Шиникова
Изабелла Шиникова е българска тенисистка, състезателка на ТК Дема. През февруари 2017 г. достига до 133 място на сингъл в световната ранглиста по тенис за жени. През 2012 г. дебютира в отбора на България за Фед Къп.

## Кариера
През 2007 г. достига до №9 в европейската ранглиста за девойки до 16 г. В заключителния Мастърс турнир на Европейската тенис федерация през 2006 г. за девойки до 16 години в Реджо Калабрия се класира на трето място.
През 2010 г. е шампионка на двойки от Държавното първенство в зала с Елена Жечева и финалистка на сингъл от Държавното лично първенство за жени в Пловдив, като на финала губи от Магдалена Малеева с резултат 4 – 6, 4 – 6.
Най-доброто ѝ постижение в турнири на ITF е титлата на двойки в Истанбул през 2010 г. През януари 2011 г. печели втората си титла на двойки в Глазгоу.
През 2011 г. преодолява квалификациите на турнира Алианц Къп в София с наградин фонд $ 100 000, и достига до втори кръг, където губи от първата поставена Юхана Ларшон, което ѝ носи ново най-добро класиране в световната ранглиста. Шампионка е на сингъл и на двойки (с Виктория Томова) от държавното лично първенство.
Печели първата си титла на сингъл през март 2012 г. в Амиен (Франция).

## Финали на турнирите от веригата на ITF: 30 (11 – 19)

### Титли на сингъл (2)
| Година | Турнир   | Категория    | Съперник          | Резултат            |
| 2012   | Амиен    | ITF $ 10 000 | Изалин Бонавантюр | 6 – 3, 0 – 6, 6 – 3 |
| 2012   | Истанбул | ITF $ 10 000 | Ипек Сойлу        | 6 – 4, 6 – 2        |

### Загубени финали на сингъл (8)
| Година | Турнир   | Категория    | Съперник           | Резултат            |
| 2010   | Добрич   | ITF $ 10 000 | Данка Ковинич      | 4 – 6, 3 – 6        |
| 2011   | Анталия  | ITF $ 10 000 | Екатерине Горгодзе | 1 – 6, 3 – 6        |
| 2011   | Анталия  | ITF $ 10 000 | Квирине Льомоан    | 2 – 6, 4 – 6        |
| 2011   | Мадрид   | ITF $ 10 000 | Лиза Сабино        | 5 – 7, 3 – 6        |
| 2012   | Ла Марса | ITF $ 25 000 | Елина Свитолина    | 6 – 7(4), 6 – 7(5)  |
| 2012   | Анталия  | ITF $ 10 000 | Ирина Рамиализон   | 1 – 6, 6 – 2, 0 – 6 |
| 2013   | Адана    | ITF $ 10 000 | Зузана Злохова     | 5 – 7, 0 – 6        |
| 2013   | Бреда    | ITF $ 10 000 | Бернарда Пера      | 4 – 6, 6 – 4, 0 – 6 |

### Титли на двойки (9)
| Година | Турнир     | Категория    | Партньор             | Съперници                            | Резултат               |
| 2010   | Истанбул   | ITF $ 10 000 | Башак Ерайдън        | Фатма Ал Набхани Магали де Латре     | 3 – 6, 6 – 3, [10 – 4] |
| 2011   | Глазгоу    | ITF $ 10 000 | Улрике Ейкери        | Теодора Мирчич Ясмина Тинич          | 6 – 4, 6 – 4           |
| 2011   | Истанбул   | ITF $ 10 000 | Ирина Рамиализон     | Кристина Казимова Кристина Шаковец   | 3 – 6, 6 – 1, [10 – 8] |
| 2012   | Ла Марса   | ITF $ 25 000 | Улрике Ейкери        | Мервана Югич-Салкич Сандра Клеменшиц | 6 – 3, 6 – 4           |
| 2012   | Вик        | ITF $ 10 000 | Евгения Пашкова      | Аманда Карерас Ксимена Хермосо       | 6 – 1, 6 – 2           |
| 2012   | Бреда      | ITF $ 10 000 | Изалин Бонавантюр    | Каролин Даниелс Ксения Кнол          | 6 – 4, 7 – 6(5)        |
| 2013   | Амиен      | ITF $ 10 000 | Лена-Мари Хофман     | Бернис ван де Велде Кели Ферстеег    | 7 – 6(5), 6 – 1        |
| 2013   | Льо Авър   | ITF $ 10 000 | Естел Каскино        | Деяна Райчкович Лаура Шедер          | 0 – 6, 7 – 5, [10 – 5] |
| 2013   | Брауншвайг | ITF $ 15 000 | Клотилде де Бернарди | Тереза Маликова Тереза Шмиткова      | 3 – 6, 6 – 1, [10 – 8] |

### Загубени финали на двойки (11)
| Година | Турнир      | Категория    | Партньор             | Съперници                              | Резултат                  |
| 2010   | Прокупле    | ITF $ 10 000 | Йелена Дуршич        | Камелия Христя Йонела-Андреа Йова      | 5 – 7, 4 – 6              |
| 2011   | Анталия     | ITF $ 10 000 | Мартина Гледачева    | Илона Кремен Деми Схюрс                | 6 – 3, 6 – 7(3), [8 – 10] |
| 2011   | Мадрид      | ITF $ 10 000 | Юлия Стаматова       | Росио Де Ла Торе-Санчес Олга Саес Лара | 4 – 6, 6 – 4, [8 – 10]    |
| 2011   | Алкмаар     | ITF $ 10 000 | Кимбърли Касар       | Олга Брозда Наталия Колат              | 7 – 6(6), 2 – 6, [2 – 10] |
| 2011   | Прокупле    | ITF $ 10 000 | Юлия Стаматова       | Полона Ребершак Жофия Шушани           | 4 – 6, 6 – 7(2)           |
| 2011   | Истанбул    | ITF $ 10 000 | София Квацабая       | Магали де Латре Лиза Уайбърн           | 3 – 6, 6 – 2, [10 – 12]   |
| 2012   | Брон        | ITF $ 10 000 | Юстине Озга          | Диана Марцинкевича Деспина Папамихаил  | 5 – 7, 5 – 7              |
| 2012   | Ленцерхайде | ITF $ 10 000 | Ксения Ликина        | Александра Крунич Ана Врълич           | 2 – 6, 4 – 6              |
| 2012   | Денон       | ITF $ 10 000 | Михаела Хонцова      | Миртий Жорж Селин Гескиер              | 4 – 6, 2 – 6              |
| 2013   | Анталия     | ITF $ 10 000 | Ева Фернандес-Бругес | На-Ле Хан Джин-А Ли                    | 3 – 6, 3 – 6              |
| 2013   | Добрич      | ITF $ 25 000 | Далия Зафирова       | Ксения Кнол Теодора Мирчич             | 5 – 7, 6 – 7(5)           |

## Класиране в ранглистата на WTA в края на годината
| Година | 2009 | 2010 | 2011 | 2012 | 2013 |
| Сингъл | -    | 719  | 350  | 349  | 343  |
| Двойки | 1029 | 620  | 378  | 293  | 309  |